# Xi Andromedae

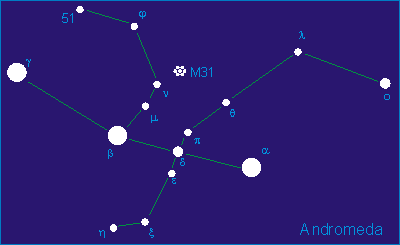
Constelação de Andrômeda

Xi Andromedae (Adhil, 46 Andromedae) é uma estrela na direção da constelação de Andromeda. Possui uma ascensão reta de 01h 22m 20.39s e uma declinação de +45° 31′ 43.5″. Sua magnitude aparente é igual a 4.87. Considerando sua distância de 195 anos-luz em relação à Terra, sua magnitude absoluta é igual a 0.98. Pertence à classe espectral K0III-IV.